# Loukkos
Loukkos (واد لوكوس) er ei 176 km lang flod i det nordlige Marokko. Den har sit udspring i Rifbjergene syd for Chefchaouen og munder ud i Atlanterhavet i havnebyen Larache. Slaget ved Alcácer Quibir (no) i 1578 blev udkæmpet ved bifloden Oued Makhazine.
Den nedre del af floden blev i 2005 udpeget til ramsarområde. Her findes internationalt rødlistede fuglearter som marmorand og hvidøjet and og lokalt truede arter som tophejre, purpurhejre, rødhovedet and og kapugle. Der findes også, de for Marrokko, usædvanlige hvid nøkkerose og de store pilekrat.